# لا اوریا
لا اوریا (به اسپانیایی: La Oroya) یک منطقهٔ مسکونی در پرو است که در La Oroya District واقع شده‌است. لا اوریا ۳۸۸٫۴۲ کیلومتر مربع مساحت دارد ۳٬۷۴۵ متر بالاتر از سطح دریا واقع شده‌است.